# 美克海峽

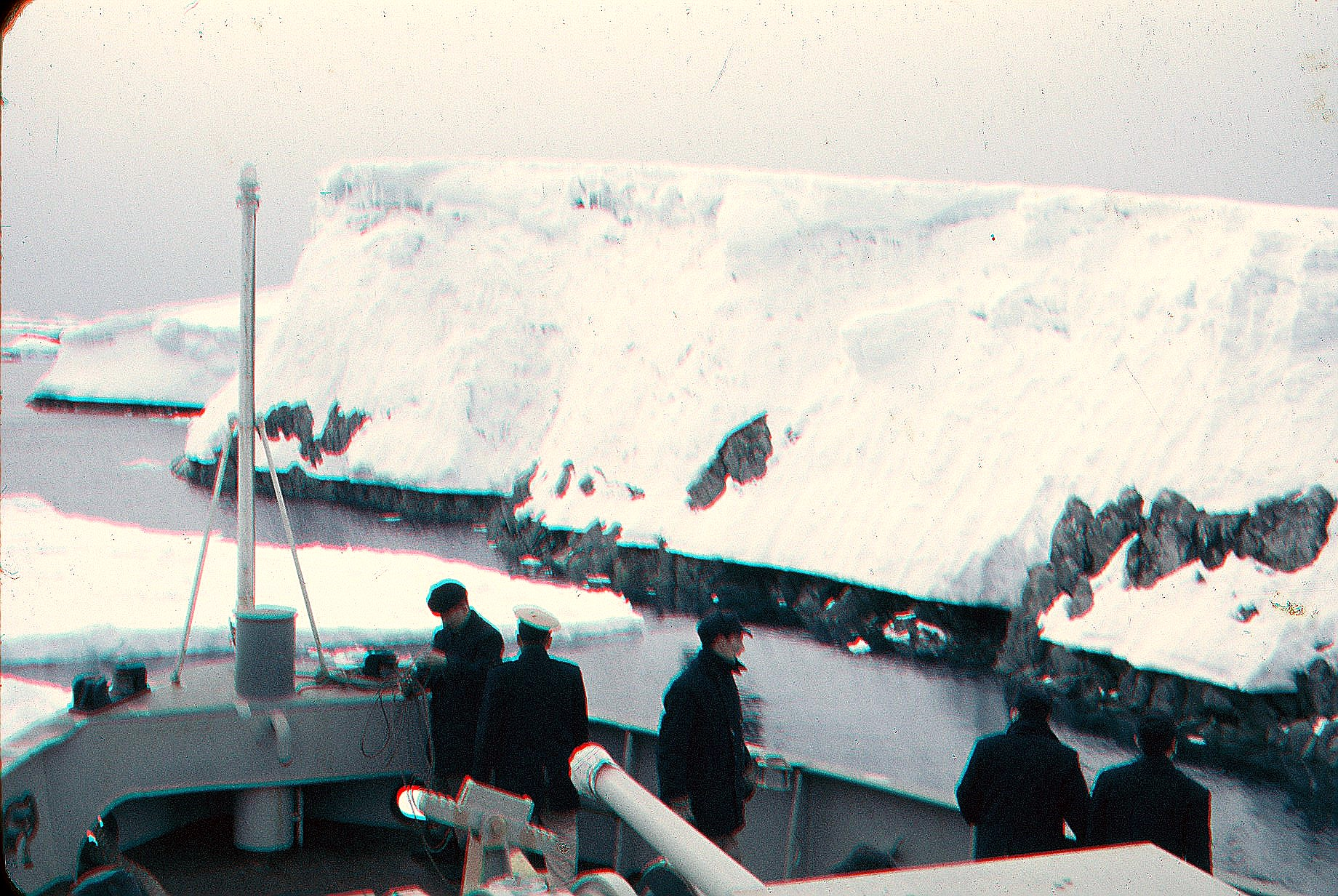

美克海峽（英語：Meek Channel）是南極洲的海峽，處於威廉群島的阿根廷群島，分隔加林德斯島和格羅托島，在1935年由英國探險隊繪入地圖，現時由南極條約體系管理。